# Aciculites orientalis
Aciculites orientalis är en svampdjursart som beskrevs av Arthur Dendy 1905. Aciculites orientalis ingår i släktet Aciculites och familjen Scleritodermidae.
Artens utbredningsområde är Sri Lanka. Inga underarter finns listade i Catalogue of Life.